# Oliveira Lima
Manuel de Oliveira Lima (Recife, 25 de dezembro de 1867 – Washington, 24 de março de 1928) foi um escritor, crítico literário, diplomata, historiador e jornalista brasileiro. Representou o Brasil em diversos países e foi professor-visitante na Universidade Harvard. Membro-fundador da Academia Brasileira de Letras.
Apaixonado por livros, colecionou-os ao longo de sua vida e montou o terceiro maior acervo sobre o Brasil, perdendo somente para a Biblioteca Nacional do Brasil e para a biblioteca da Universidade de São Paulo. A Biblioteca Oliveira Lima, situada na Universidade Católica da América em Washington, Estados Unidos, tem 58 mil livros além de correspondência trocada com intelectuais, mais de seiscentos quadros e incontáveis álbuns de recortes com notícias de jornais. Faz parte da coleção ainda um dos três bustos de dom Pedro I esculpido por Marc Ferrez (tio do fotógrafo homônimo), o único dos três feito em bronze.

## Biografia
Oliveira Lima começou a atuar como jornalista com catorze anos de idade no Correio do Brazil, jornal fundado por ele em Lisboa. Formou-se no Curso Superior de Letras de Lisboa, que mais tarde se transformaria na Faculdade de Letras de Lisboa, em 1887, e em 1890 começou a trabalhar para o Ministério das Relações Exteriores do Brasil. Atuou como diplomata em Portugal, Bélgica, Alemanha, Japão, Venezuela, Inglaterra e Estados Unidos. Foi encarregado de negócios da primeira missão diplomática brasileira no Japão. Em 1901 deu parecer contrário ao projeto brasileiro de recebimento de imigrantes japoneses.
Chegou a ser falado para a embaixada brasileira em Londres mas o Senado não aprovou sua indicação. Oliveira Lima era mal-visto pelo governo britânico por defender o ideal de que o Brasil permanecesse neutro na Primeira Guerra Mundial e por sua proximidade intelectual com a Alemanha. Também fez inimigos dentro do país, em parte por não aprovar a atitude expansionista da República em situações como a anexação do Acre realizada pelo Barão do Rio Branco.
Oliveira Lima sempre gostou de ler e escrever. Parte de sua fama de germanófilo vem dos elogios que dedicou a obras de filosofia alemãs quando era crítico literário. Foi autor do terceiro livro brasileiro sobre o Japão, publicado em 1903. A biografia que escreveu sobre o rei D. João VI é tida como uma das principais obras sobre essa figura histórica. Também foi amigo de escritores, sendo que era íntimo de Gilberto Freyre e trocara cartas com Machado de Assis.
Em 1916, Oliveira Lima doou sua descomunal biblioteca à Universidade Católica da América, em Washington, e para lá se mudou em 1920. Impôs a condição de que ele próprio fosse o primeiro bibliotecário e organizador do acervo, função que desempenhou até sua morte, quando foi sucedido pela esposa Flora de Oliveira Lima. Em 1924 tornou-se professor de Direito Internacional na Universidade Católica da América. No mesmo ano foi apontado professor honorário da Faculdade de Direito do Recife. Morreu em 1928 e foi enterrado no cemitério Mont Olivet, Washington. Em sua lápide não consta seu nome, mas a frase "Aqui jaz um amigo dos livros".

## Legado

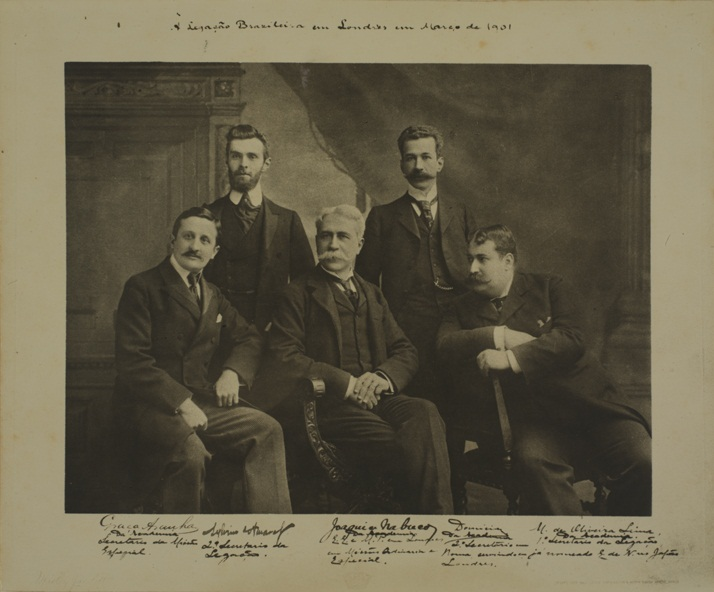
Da esquerda para a direita: Graça Aranha, Sylvino Gurgel do Amaral, Joaquim Nabuco, Domício da Gama e Oliveira Lima.
Fotografia de 1901, autor desconhecido.

O diplomata, escritor e crítico Oliveira Lima publicou numerosas obras de história, entre elas: Memória sobre o descobrimento do Brasil, História do reconhecimento do Império, No Japão, Secretário Del-Rei, Dom João VI no Brasil. Sobre esta última obra de história que Oliveira Lima publicou é importante destacar sua importância para o rearranjo da historiografia brasileira, pois ela é considerada como sendo um clássico da historiografia nacional. A ilustre obra “Dom João VI no Brasil” é considerada como sendo uma das grandes obras do autor. Essa avaliação é feita por muitos estudiosos e autores relacionados a questões significativas sobre o Brasil.
Alguns autores e escritores como Gilberto Freyre, Otávio Tarquínio de Sousa e Wilson Martins já tiveram a oportunidade de escrever sobre os relatos de Oliveira Lima contidos nesta obra de grande prestígio para a historiografia brasileira. Nesta há fatos importantíssimos sobre a situação internacional de Portugal em 1808, a chegada da corte no Brasil, a formação do primeiro ministério e as primeiras providências, a respeito da emancipação intelectual, sobre sua vida privada e outros tópicos debatidos ao longo da obra.

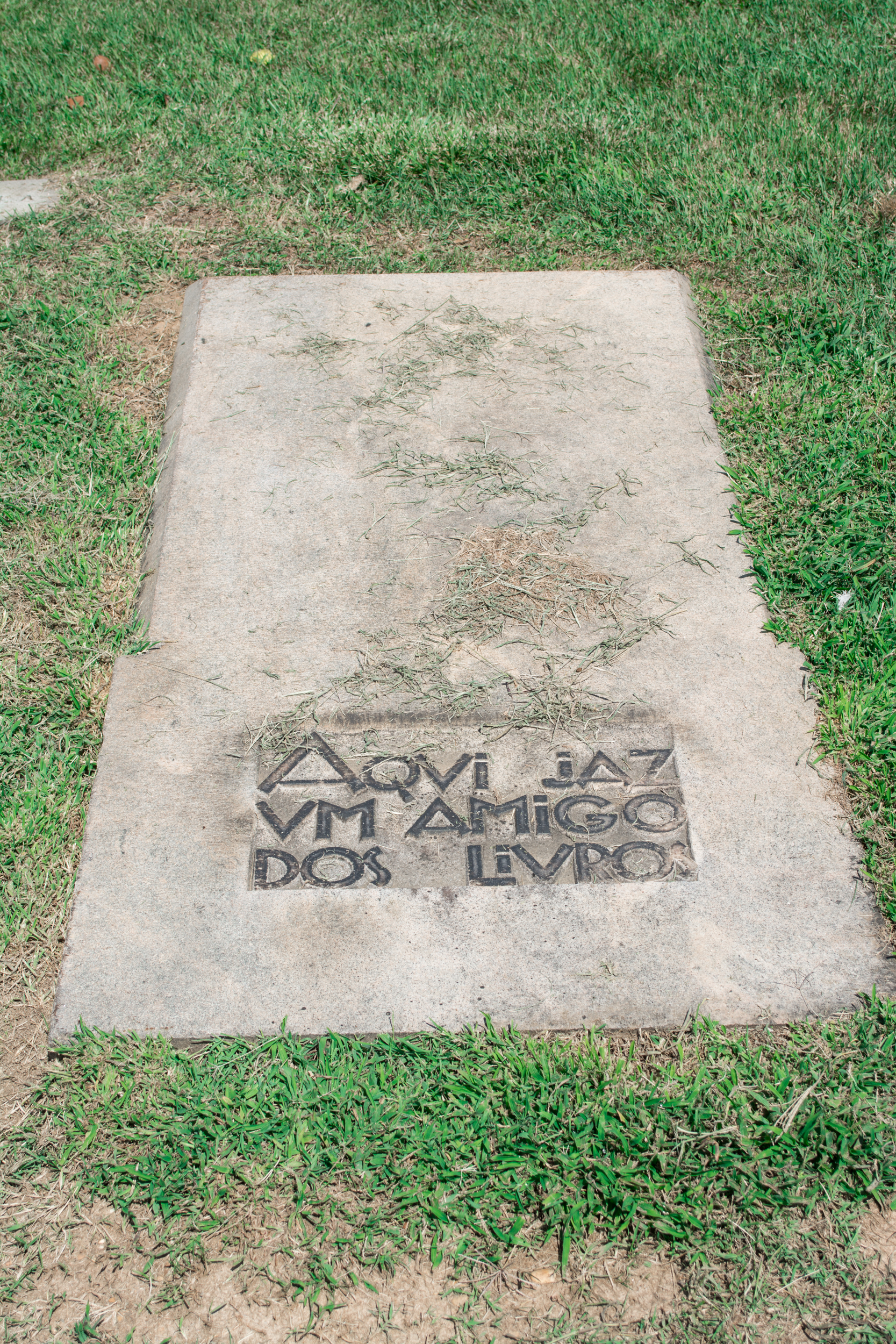
Túmulo de Oliveira Lima em Washington, EUA.

## Academia Pernambucana de Letras
Oliveira Lima ocupou a cadeira 11 da Academia Pernambucana de Letras, tendo sido, após sua morte, lembrado como patrono da cadeira 31, na expansão de vagas desta Academia.

## Academia Brasileira de Letras
Em 1897, foi eleito para a Academia Brasileira de Letras, como fundador da cadeira 39, que tem por patrono Francisco Adolfo de Varnhagen.

## Obras
- 1895 - Pernambuco: seu desenvolvimento histórico
- 1896 - Aspectos da literatura colonial brasileira
- 1901 - Historia diplomatica do Brazil: o reconhecimento do imperio
- 1907 - Pan-americanismo: Monroe, Bolivar, Roosevelt, 1907
- 1908 - Dom João VI no Brasil, 1808-1821
- 1909 - A Língua portuguesa, A Literatura brasileira (Título original: La Langue portugaise, La Littérature brésilienne)
- 1909 - Machado de Assis e sua obra literária (Título original: Machado de Assis et son oeuvre littéraire)
- 1913 - As Relações do Brasil com os Estados Unidos (Título original: The Relations of Brazil with the United States)
- 1914 - A Evolução do Brasil comparada com a América Hispânica e Anglo-Saxã (Título original: The Evolution of Brasil compared with that of Spanish and Anglo-Saxon America)
- 1922 - O Movimento da Independência, 1821-1822
- 1927 - O Império Brazileiro, 1822-1889
- 1923 - Aspectos da história e da cultura do Brasil: conferências inaugurais por M. de Oliveira Lima precedidas do discurso de apresentação por J. M. de Queiroz Velloso
- 1971 - Obra seleta (póstuma)